# Alchemilla szaferi
Alchemilla szaferi é uma espécie de rosácea do gênero Alchemilla, pertencente à família Rosaceae.